# Acidente na Estação Ramessés
O acidente na Estação Ramessés, refere-se ao desastre ocorrido em 27 de fevereiro de 2019 na Estação Ramessés do Cairo, Egito.  Vinte e cinco pessoas foram mortas e quarenta feridas.

## História
No início da manhã de 27 de fevereiro de 2019, na principal estação de comboios de Cairo, a Estação Ramessés, uma locomotiva atingiu os amortecedores no final da linha na plataforma 6 em alta velocidade, causando uma explosão que provocou um grande incêndio e bola de fogo que enegreceu as paredes da estação. A locomotiva poderia mais tarde ser vista lá dentro, inclinada para um lado ao lado de uma plataforma. Uma testemunha ocular disse:

Eu vi um homem a apontar da locomotiva quando entrava na plataforma, e gritava. "Não tem freios, não tem freios", antes de saltar fora da locomotiva. Era provavelmente o condutor, mas não sei o que lhe aconteceu.
Mais tarde foi confirmado que o motorista não estava dentro da locomotiva durante o acidente. Segundo o procurador-geral do Egito, Nabil Sadek, um maquinista deixara o comboio para lutar com outro maquinista; depois disso, o comboio não tripulado atingiu a barreira na estação.
O ministro dos Transportes Hisham Arafat renunciou o cargo após o incidente.
Um membro egípcio do parlamento pediu publicamente que os funcionários responsáveis pelo acidente enfrentassem a pena de morte.